# Grodziec (Niemodlin)
Grodziec (deutsch Groditz, 1936–1945 Burgstätte) ist ein Ort in der Landgemeinde Niemodlin, im Powiat Opolski der Woiwodschaft Opole in Polen.
Ortsteil von Grodziec ist die südlich gelegene Kolonie Grodziec Drugi (Kolonie Walde).

## Geographie
Grodziec liegt etwa sechs Kilometer südöstlich von Niemodlin (Falkenberg) und 25 Kilometer südwestlich von Opole (Oppeln) in der Schlesischen Tiefebene. Östlich liegt das Naturschutzgebiet Złote Bagna.
Nordwestlich von Grodziec liegen die Orte Sosnówka (Kieferkretscham) und Michałówek (Michelsdorf) im Süden Skarbiszowice (Seifersdorf) und im Westen Sady (Baumgarten).

## Geschichte
Das Dorf wurde 1382 erstmals urkundlich erwähnt.
Nach dem Ersten Schlesischen Krieg 1742 fiel Groditz mit dem größten Teil Schlesiens an Preußen. Von 1743 bis 1817 gehörte Groditz zum Landkreis Oppeln.
Im Jahr 1812 wurde in Groditz eine evangelische Schule erbaut. Nach der Neugliederung der Provinz Schlesien gehörte die Landgemeinde Groditz ab 1817 zum Landkreis Falkenberg O.S., mit dem es bis 1945 verbunden blieb. 1832 wurde das Schulgebäude erweitert und 1840 die Winklerhütte errichtet, in der Raseneisenerz verarbeitet wurde. 1845 bestand ein Vorwerk, eine evangelische Schule und weitere 69 Häuser. Die Einwohnerzahl lag damals bei 359, davon 160 katholisch. 1855 waren es 478 Einwohner. Für das Jahr 1865 sind belegt: ein Schulzenhof, 25 Gärtner- und 14 Häuslerstellen. Die Schule wurde im gleichen Jahre von 68 Schülern besucht. 1874 wurde der Amtsbezirk Schedlau gebildet, dem die Landgemeinden Groditz, Guhrau, Heidersdorf, Mullwitz und Schedlau sowie die Gutsbezirke Groditz, Guhrau, Heidersdorf, Mullwitz und Schedlau eingegliedert wurden. 1885 wurden 396 Einwohner gezählt. 1933 waren es 509 Einwohner. Am 28. Juli 1936 wurde Grodtz in Burgstätte umbenannt. 1939 wurden 517 Einwohner gezählt. Am 18. März 1945 wurde Burgstätte von der Roten Armee nach teils heftigen Kämpfen erobert. Ein Großteil der dörflichen Bebauung wurde bei den Kampfhandlungen zerstört.
Als Folge des Zweiten Weltkriegs fiel Groditz mit dem größten Teil Schlesiens an Polen. Nachfolgend wurde es in Grodziec umbenannt. Die deutsche Bevölkerung wurde im Herbst 1945 in das Internierungslager Lamsdorf gebracht. Mindestens zehn Menschen aus Burgstätte fanden dort den Tod. Die überlebenden Deutschen wurden, soweit sie vorher nicht geflohen waren, am 21. Juni 1946 Flucht und Vertreibung Deutscher aus Mittel- und Osteuropa 1945–1950 vertrieben.
von 1945 bis 1950 gehörte Grodziec zur Woiwodschaft Schlesien, anschließend an die Woiwodschaft Opole. Seit 1999 gehört es zum Powiat Opolski.

## Sehenswürdigkeiten
- Römisch-katholische Kapelle des böhmischen Landesheiligen Johannes Nepomuk.
- Steinernes Wegekreuz

## Vereine
- Freiwillige Feuerwehr OSP Grodziec